# Samuil (Brittannië)
Samuil was volgens de legende, zoals beschreven door Geoffrey van Monmouth, koning van Brittannië. Hij werd voorgegaan door koning Redechius en werd opgevolgd door zijn zoon Penessil. Koning Samuil regeerde van 141 v.Chr. - 135 v.Chr.